# Meinboyee
Meinboyee är en klan i Liberia.   Den ligger i regionen Nimba County, i den centrala delen av landet, 200 km öster om huvudstaden Monrovia.